# Herman Boerhaave

Aphorismi de cognoscendis et curandis morbis, 1728

Herman Boerhaave, född 31 december 1668 i Voorhout, död 23 september 1738 i Leiden, var en nederländsk botanist, kemist och läkare. Han var son till den kalvinistiske prästen Jacobus Boerhaave och dennes andra fru, Hagar Daelder, och föddes i Voorhout, en ort ungefär tre kilometer från Leiden.
Boerhaave studerade till en början teologi och blev 1690 filosofie doktor och undervisade därefter i matematik. Men hans studium av Spinozas skrifter ledde till att hans ortodoxi ifrågasattes och han övergav därför teologin och började studera medicin. 
Han blev medicine doktor vid universitetet i Harderwijk 15 juli 1693 på en avhandling om nyttan av att undersöka patientens avföring för diagnostik, varefter han verkade som praktiserande läkare i Leiden. År 1701 blev han lärare i teoretisk medicin vid universitetet där. I sitt berömda installationstal, De commendando studio Hippocratico, betonade han nödvändigheten av att studera Hippokrates. 
Den tidens läkare försökte nämligen att i de då hastigt uppväxande vetenskaperna kemi och fysik få en säker vetenskaplig grundval för medicinen, men kom därigenom nästan helt att bortse från hur naturen går till väga vid sjukdomen. Det var om detta aktgivande Boerhaave ville påminna, och han visade att det mycket väl kunde förenas med den nya tidens ökade vetande.
Leidens universitet blev genom Boerhaave vida berömt, och lockade lärjungar från hela Europa (bl.a. Carl von Linné, Lorenz Heister och Albrecht von Haller) och under Boerhaaves tid hade den medicinska fakulteten 1919 studenter (varav 690 från engelskspråkiga länder och 600 från tyskspråkiga). Han blev även direktor för sjukhuset i Leiden och startade där ordnad klinisk undervisning. Han tilldelades först även professuren i botanik (1709) och senare även i kemi (1718). Bland Boerhaaves doktorander märks Albrecht von Haller, Adriaan van Royen, Gerard van Swieten, Petrus van Musschenbroek, Hieronymus David Gaubius och Andrew Plummer.
Den 14 september 1710 gifte han sig med Maria Drolenvaux, dotter till den rike köpmannen Alderman Abraham Drolenvaux, och tillsammans fick de fyra barn, varav ett, dottern Joanna, levde till vuxen ålder.
Den mer och mer tilltagande gikten tvingade honom dock att 1729 lämna sina lärarbefattningar. Han dog 1738 av ödem orsakat av hjärtsvikt, efter att "ha i trettio år varit de europeiska hovens medicinska orakel, sina åhörares avgud och ett föremål för hela den litterära världens beundran".
Asteroiden 8175 Boerhaave är uppkallad efter honom.
Auktorsnamnet Boerh. kan användas för Herman Boerhaave i samband med ett vetenskapligt namn inom botaniken; se Wikipediaartiklar som länkar till auktorsnamnet.